# Armando Cotarelo Valledor
Armando Cotarelo Valledor (Vega de Ribadeo (avui A Veiga), Astúries, 28 de desembre de 1879 - Madrid, 8 de desembre de 1950) va ser un escriptor, historiador, polític i crític literari asturià. Encara que asturià de naixement, lingüística i culturalment sempre es va considerar gallec. Era fill d'Emilio Cotarelo y Mori, va estar casat amb la compostelana María Botana Sieiro.

## Biografia
Va estudiar Filosofia i Lletres a Madrid i va ser nomenat Catedràtic de Llengua i Literatura espanyoles en Santiago de Compostel·la el 1904, a més de ser membre de la Reial Acadèmia Gallega (des de 1920) Reial Acadèmia Espanyola (des de 1929) ocupant una cadira per a la llengua gallega. Va participar en el moviment de les Irmandades da Fala (1916) i va fundar les revistes Romanadas i Ultreya el 1919. També fou elegit diputat per Santiago de Compostel·la dins del sector Prietista del Partit Liberal Fusionista a les eleccions generals espanyoles de 1919. El 1923 va ser nomenat primer president del Seminari d'Estudis Gallecs. El 1939 va obtenir la càtedra de Filologia galaicoportuguesa a la Universitat Central de Madrid. El 1942 va ingressar en la Reial Acadèmia de la Història i secretari general perpetu de l'Instituto de España. El 1949 va ser Procurador en Corts per representació acadèmica. Va morir el 1950. Se li va dedicar el Dia de les Lletres Gallegues de 1984.
Actualment existeix un dia institut a Vilagarcía de Arousa amb el seu nom.

## Obres destacades
- Biografía del doctor D. Francisco Codera, Madrid, 1898
- La Exposición Rosales, Madrid, 1902
- Fray Diego, Madrid, 1902
- Una cantiga célebre del rey Sabio: fuentes y desarrollo de la leyenda de Sor Beatriz, principalmente de la literatura española, Madrid, 1904
- La belleza femenina en las obras de Cervantes, Santiago de Compostela, 1905
- Don Melendo García de Valdés, XX Obispo de Osma (1210-1225), Santiago de Compostela, 1908
- El teatro de Cervantes. estudio crítico, Madrid, 1915 (premio «Alba» de la Real Academia Española el 1912)
- Vida militar, política y literaria de Alfonso III el Magno, Madrid, 1916
- Los cristianos españoles ante la invasión musulmana. 711-716, Santiago de Compostela, 1919
- Palladis tyrones (Memorias de un escolar de antaño, 1808-1809, I), Madrid, 1919, narración histórica
- Argonautas gallegos. 1519-1522, Santiago de Compostela, 1920
- La enseña radía (Memorias de un escolar de antaño, 1808-1809, II), Madrid, 1921, narración histórica
- Payo Gómez Charino: almirante y poeta, Madrid, 1929
- Historia crítica y documentada de Alfonso III, el Magno, último rey de Asturias, Madrid, 1933
- Los hermanos Eans Mariño, poetas gallegos del siglo XIII, Madrid, 1933.
- El Seminario de Educación de la Vega de Ribadeo, hoy Vegadeo, y su Fundador, D. Jacinto Valledor y Presno, Obispo de Osma, Madrid, 1950

### Teatre
- Trebón (1922, en gallec)
- Sinxebra (1923, en gallec i castellà)
- Lubicán (1924, en gallec)
- Hostia (1926, en gallec)
- Beiramar (1931, en gallec)
- Mourenza (1931, en gallec i castellà)
- Hola Maicol (en castellà, inèdita fins a 1992)
- Teatro gallego, Beiramar, Santiago de Compostela, 1931, drama
- Ultreya, llibret d'òpera en castellà i gallec (1935)

### Narrativa
- Memorias de un escolar de antaño, que comprèn dues novel·les en castella, Palladis Tyrones i La enseña radia
- El Pazo (1923, bilingüe, en castellà i gallec)
- Contos de Nadal, colleitos de pobo (1927)